# Born to lose - En film om Lorenzo Woodrose
Born to lose - En film om Lorenzo Woodrose er en dansk dokumentarfilm fra 2015 instrueret af Palle Demant.

## Handling
Når man bruger det meste af sin tid på øl, tjald og rockmusik er vejen til berømmelse svær og måske endda uønsket. I hvert fald hvis man er forsanger i Spids Nøgenhat og hedder Lorenzo 'Guf' Woodrose. Med ungdommen bag sig, sigter Lorenzo mod den svære balance imellem bred anerkendelse og ukonventionel integritet. For hvordan får man lov til at være fast forankret i 70'ernes psykedeliske musikscene i en tid, der var ovre før man blev født? Born to Lose er et portræt af Danmarks mest hårdnakkede, men samtidig godhjertede syrerocker, der hellere vil ryge en bønne med vennerne end at mænge sig med det gode selskab. Og det var ikke kun musikbranchens hårde kerne, der tabte kæben, men i særdeleshed også bandet selv da Spids Nøgenhat vandt prisen som årets live-navn til Danish Music Awards, og fem langhårede musikere med hang til svampe og god marok stod på scenen og spurgte publikum: ”Er der overhovedet nogen der ved, hvem fanden vi er?”